# 托克馬克 (烏克蘭)
托克馬克（烏克蘭語：Токмак，羅馬化：Tokmak，發音：[tokˈmɑk]）是乌克兰东南部扎波羅熱州波洛希區托克马克市镇内的城市及该市镇的行政中心，2020年7月18日前为托克馬克區的行政中心（该市在2020年7月18日前为该州的州辖市，并不在该区的管辖范围内）。該市始建於1784年，面積32.46平方公里，海拔高度40米，2022年人口数量为29,573人。
第二次世界大戰期間，納粹德國在1941年至1943年佔領該市。2022年3月7日，該市被俄羅斯佔領，此后俄军在此城市的周围建立了防御工事。

## 图集

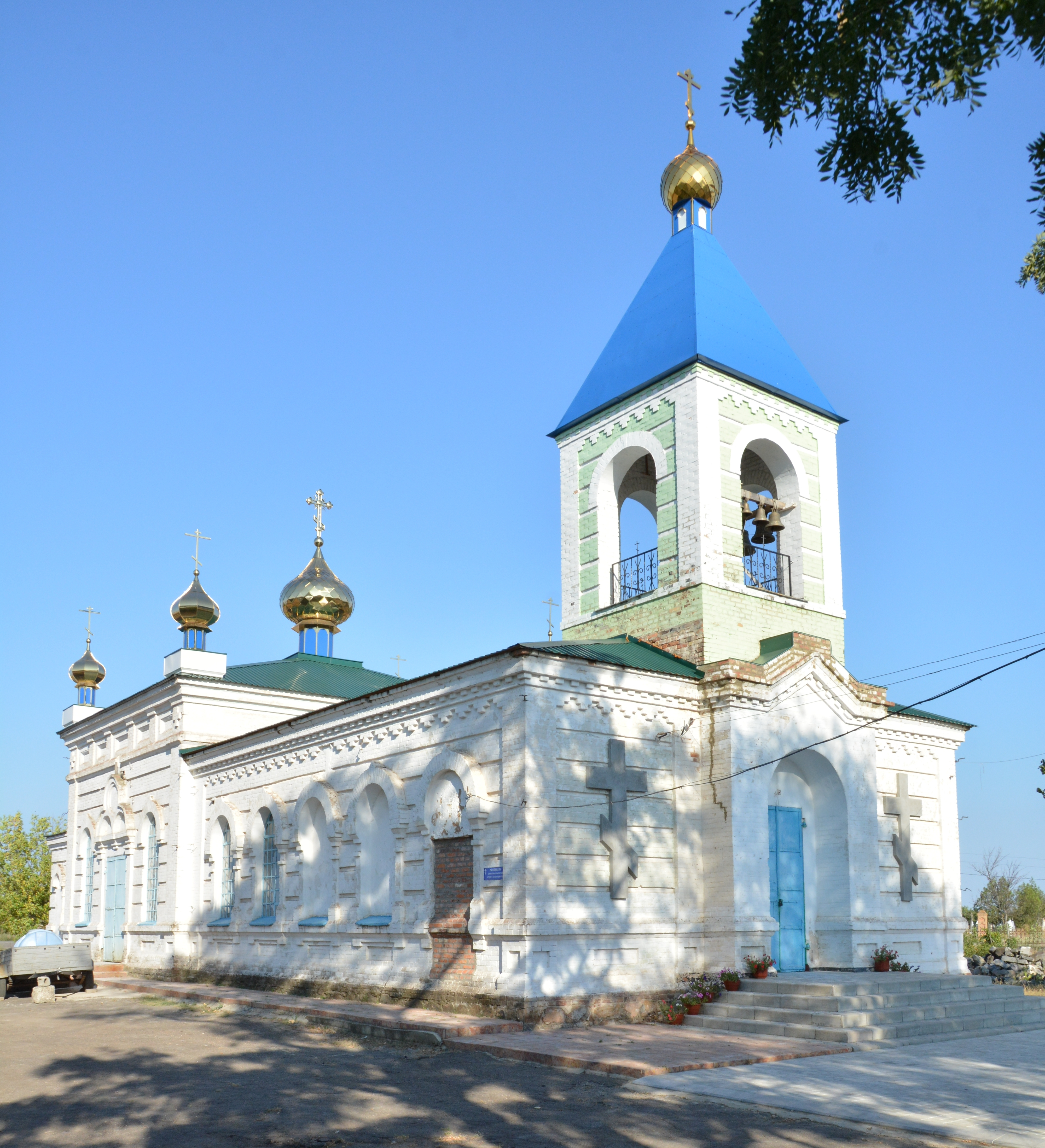
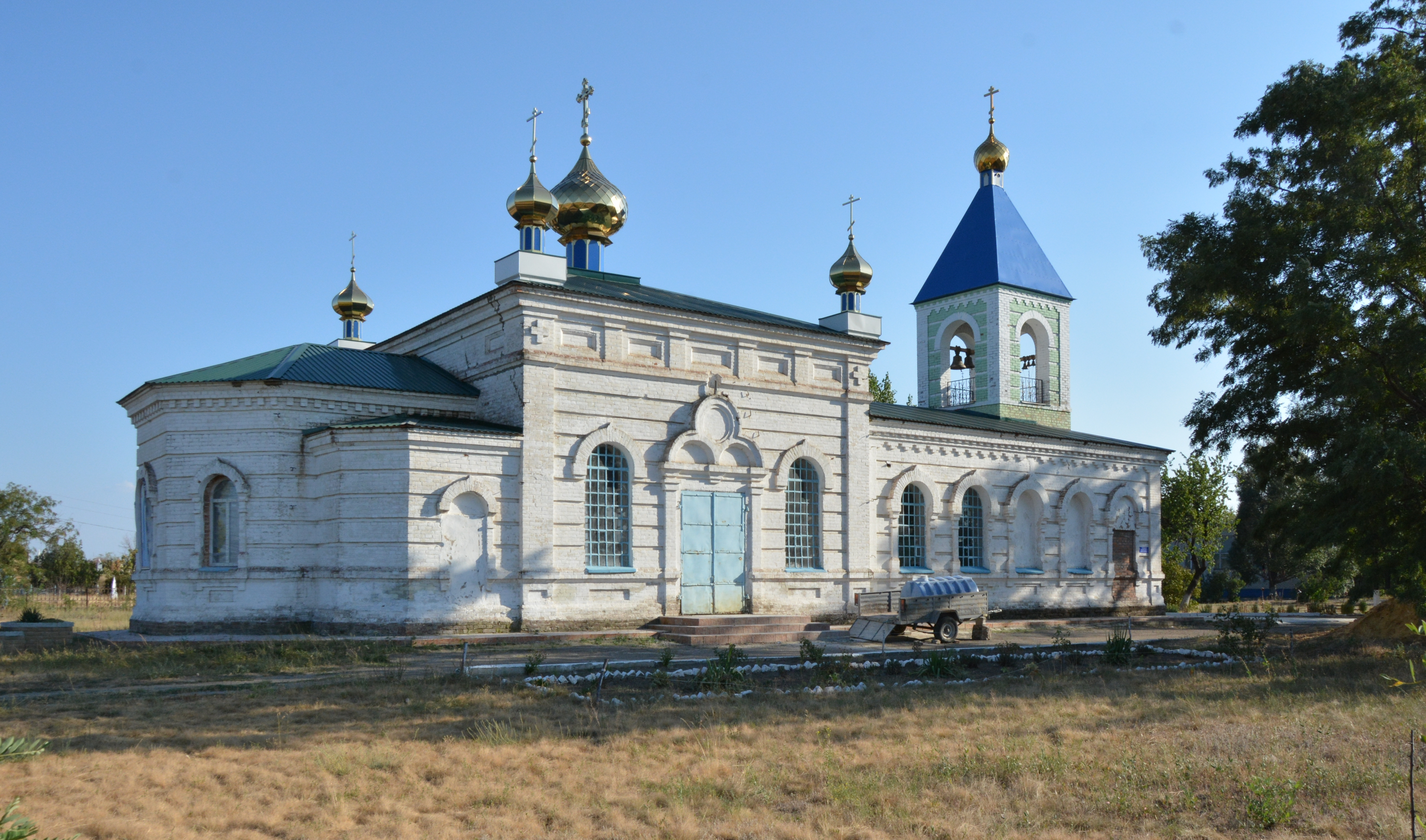
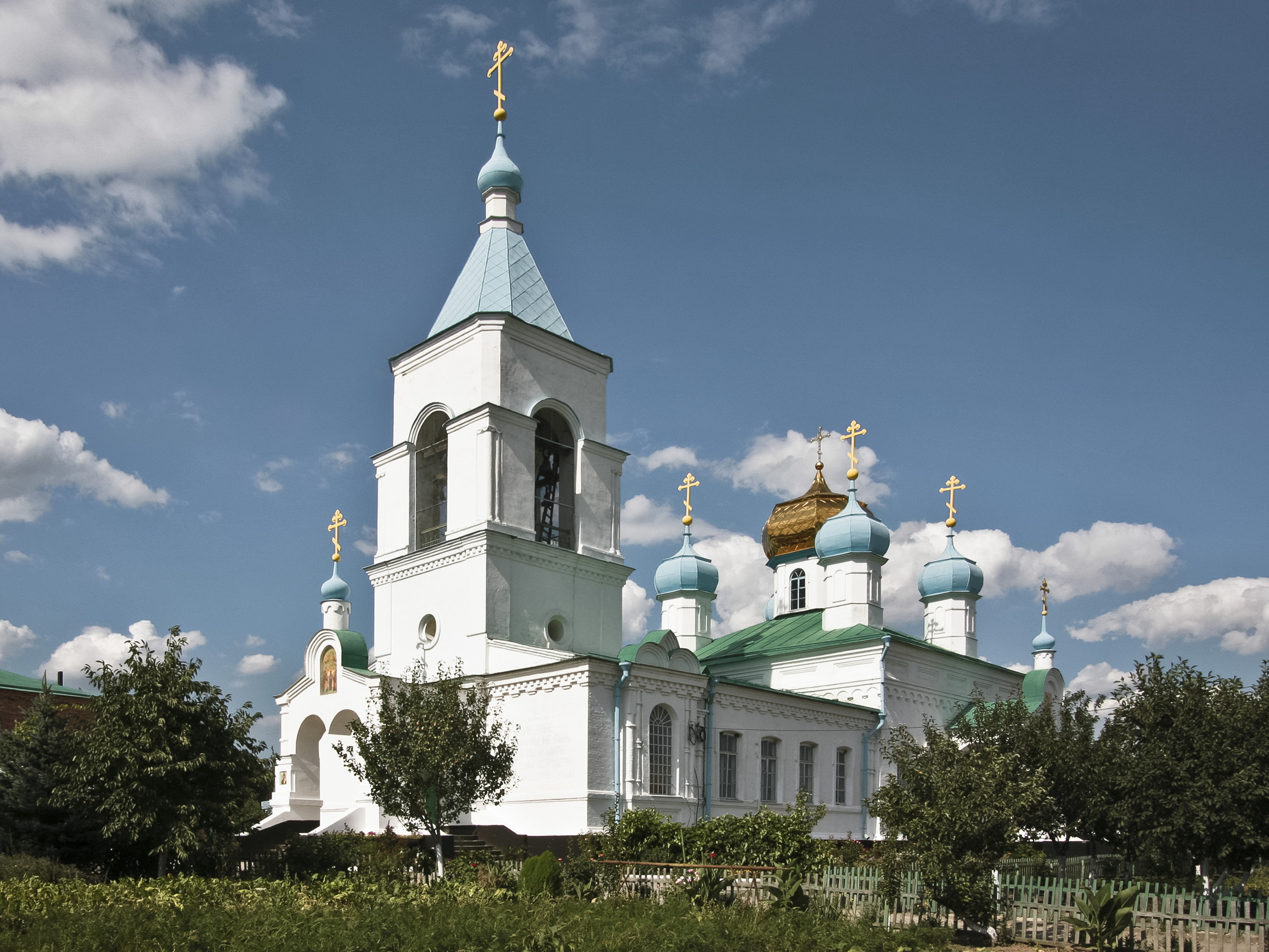
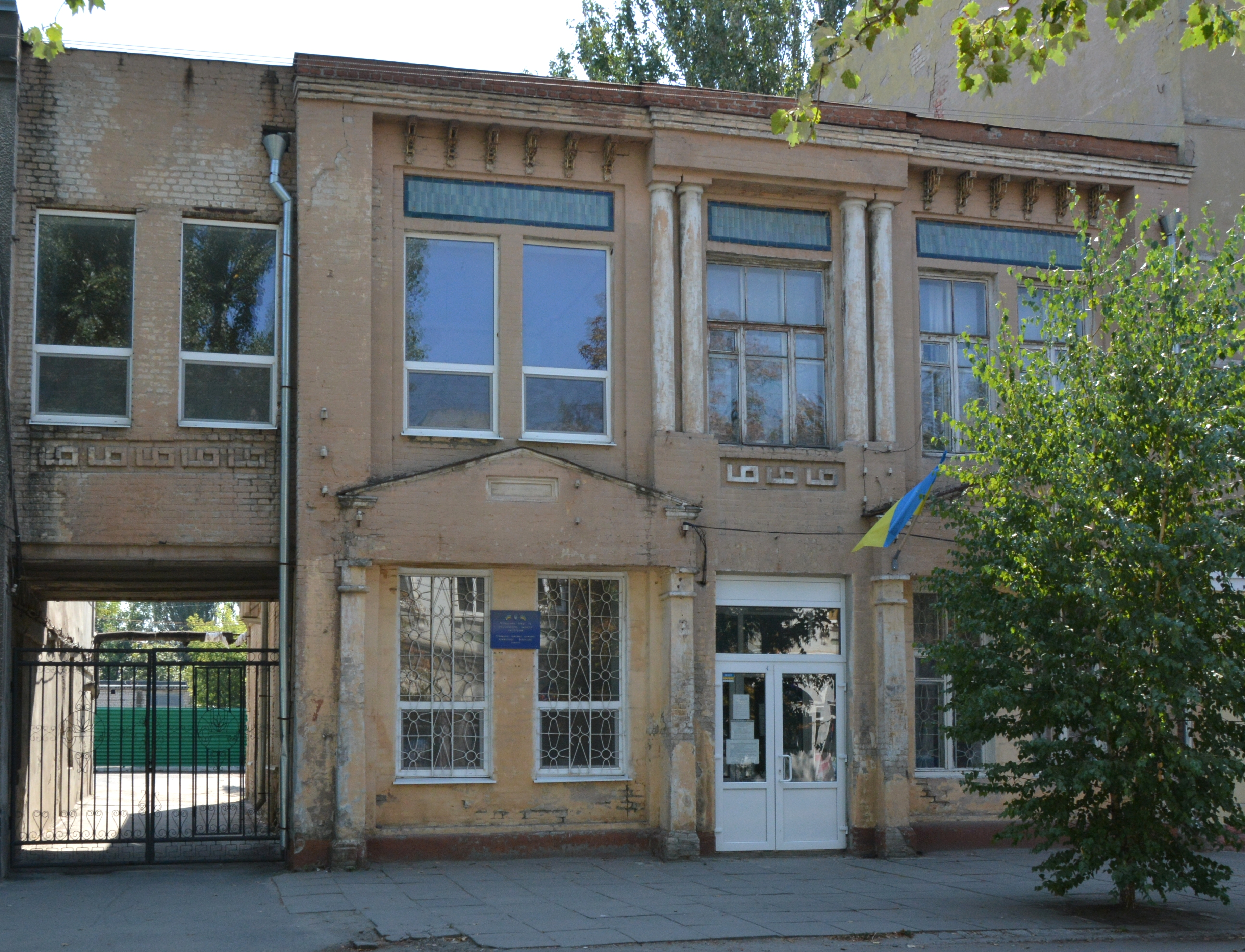
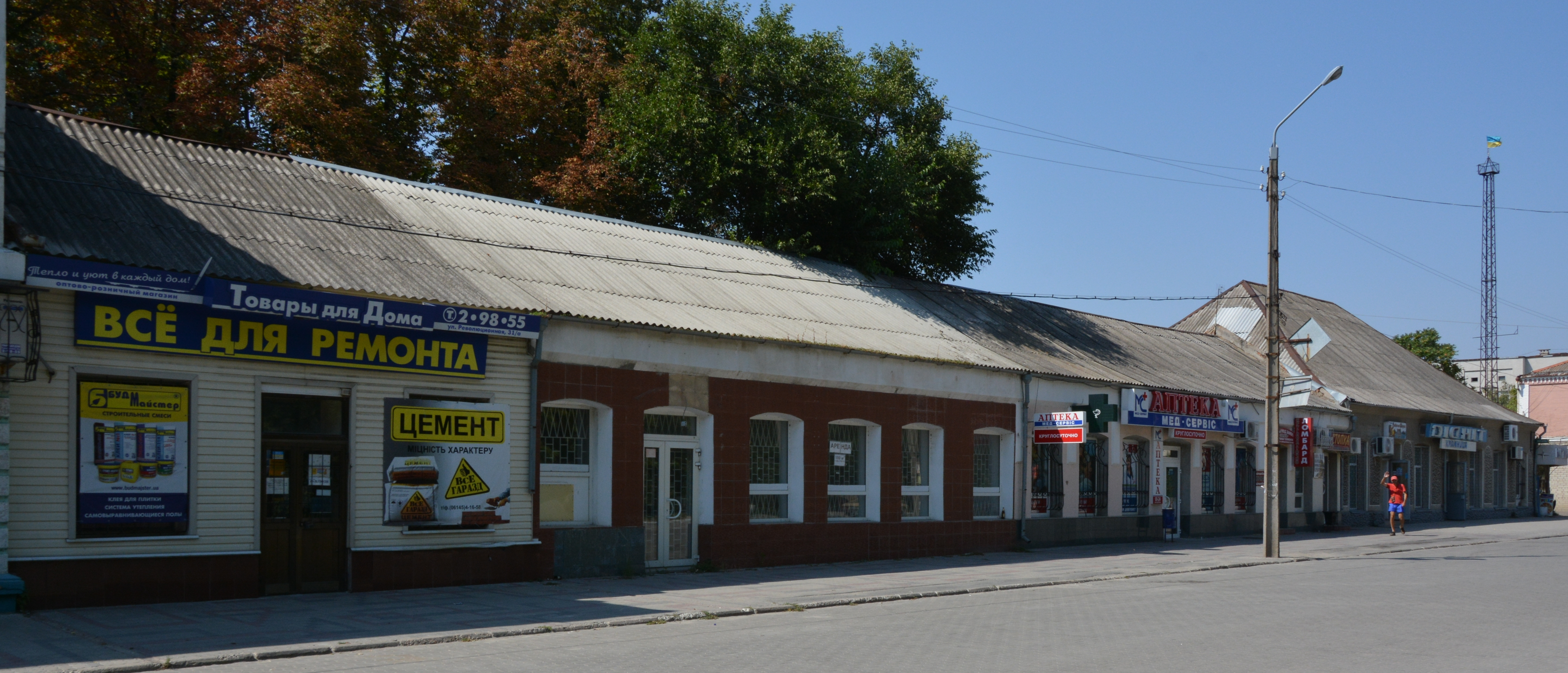
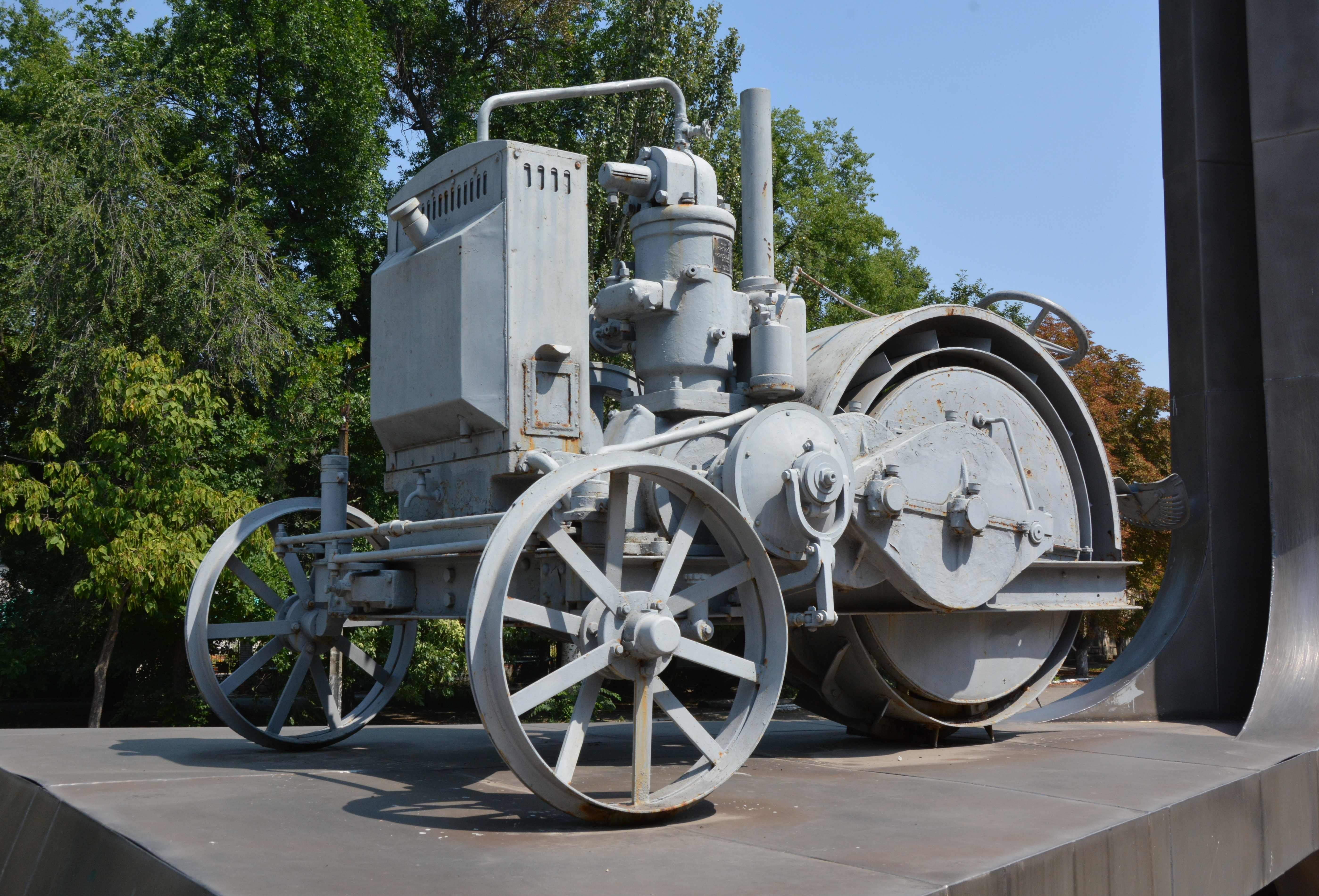
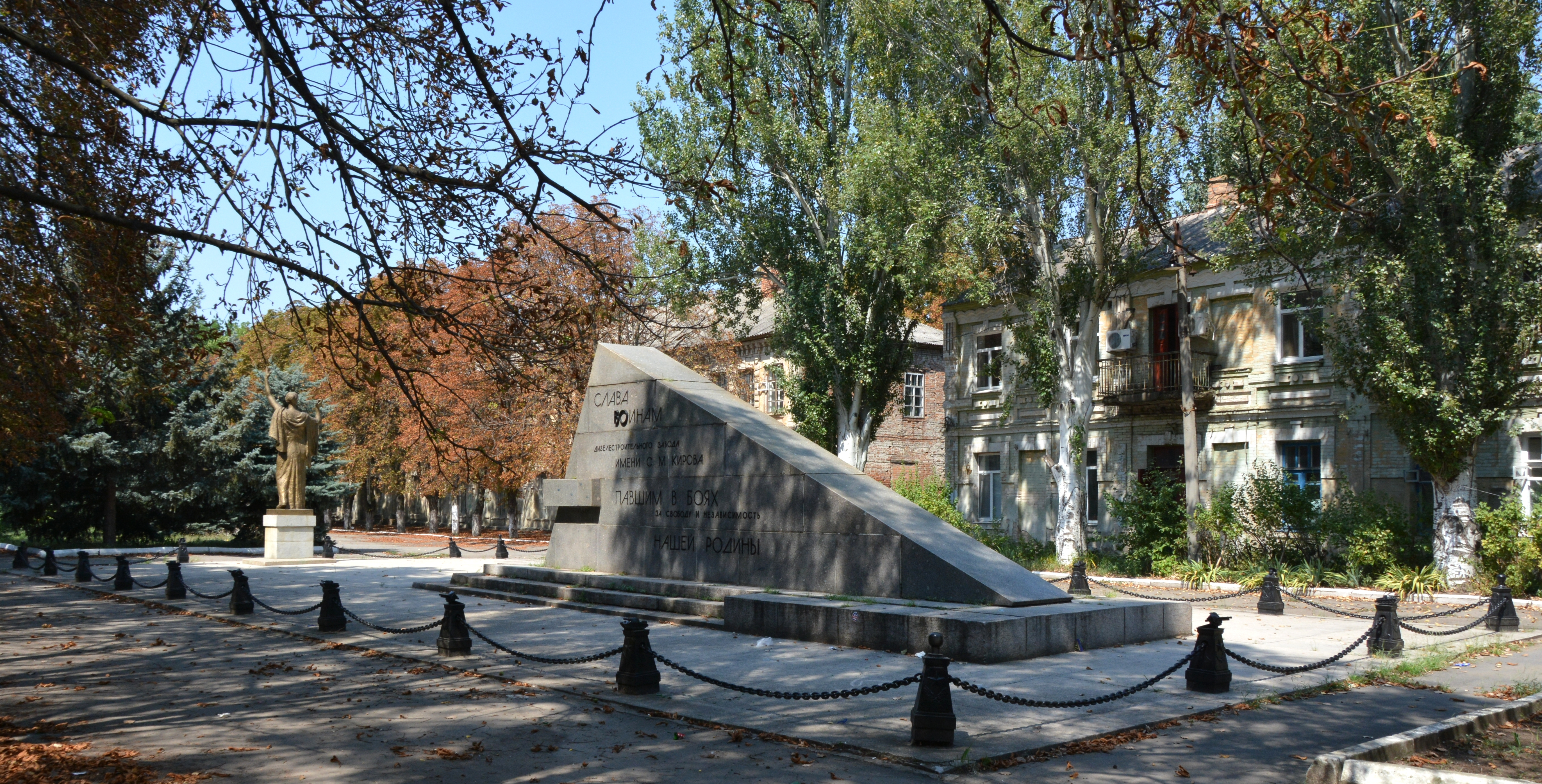